# نادي أوبرا تنس
نادي أوبيرا تنيس (بالاسبانية: Oberá Tenis Club)، هو نادي رياضي محترف أرجنتيني يقع في مدينة أوبرا بالأرجنتين. تأسس في 17 يناير 1940. يرتكز نشاط النادي أساسا حول كرة السلة وهو يلعب حاليًا في دوري كرة السلة الوطني الأرجنتيني. في هذه الرياضة، حقق ترقيتين متتاليتين؛ دوري الثالث في موسم 2006-07، وأخرى في الدوري الثاني في موسم 2007-08. في عام 2020، ضمن النادي مقعداً في الدوري الوطني لكرة السلة ووصل بالتالي إلى أعلى فئة في مسيرته. النادي معروف دوليًا لأن بعض لاعبيه مثلوا فرق أمريكا الجنوبية الوطنية في بطولة أمم الأمريكتين لكرة السلة.
بالإضافة لملاعب كرة السلة يتوفر النادي حاليًا على 6 ملاعب تنس، 5 منها مضاءة. كما يتوفر على ملعب بادل، ومسبح للأطفال والكبار، وملاعب للكرة الطائرة وملاعب كرة قدم. بالنسبة لكرة السلة، يستخدم ملعبًا تم افتتاحه في عام 2008، يتسع لـ 2000 متفرج.

## أفضل اللاعبين
في هذا القسم، يجب أن يمتلك اللاعب إما:
- سجل رقمًا قياسيًا في النادي أو فاز بجائزة فردية كلاعب محترف.
- أو لعب مباراة دولية رسمية واحدة على الأقل لفريقه الوطني الأول أو مباراة واحدة في الدوري الأمريكي لكرة السلة للمحترفين في أي وقت.
  - أليكس كاركامو
  - خوسيه فابيو

## الدوريات

### المسار
- مواسم في الدرجة الأولى: 1 (2020-21)
- المواسم في الدرجة الثانية:
  - في الدوري الأرجنتيني: 10 (2008-2009 وما بعده)
    - أفضل إنجاز في الدوري: المركز الثالث على الصعيد الوطني (من 21 في 2011-12)
    - أقل الدوري مرتبة: 14 على الصعيد الوطني (من 16 ، في 2008-09)
- مواسم في الدرجة الثالثة: 2 (2006 - 2007 و 2007 - 2008)
  - أفضل مركز في الدوري: صعد (2007–08).
- مواسم دوري الدرجة الرابعة:
  - أفضل مركز في الدوري: صعد (2005–06).

### الجوائز
- الوصيف في دوري الدرجة الثانية موسم 2007-2008[6]
- بطل بطولة سوبر الرابعة موسم 2019/2020[7]

## وصلات خارجية
- الموقع الرسمي لبطولة الأرجنتين لكرة السلة
- صفحة النادي على الموقع الرسمي